# Young Israel
El Consejo Nacional del Joven Israel (en inglés: National Council of Young Israel ) (NCYI) o simplemente Young Israel (en hebreo: ישראל הצעיר), es una organización del judaísmo ortodoxo, que cuenta con una red de sinagogas afiliadas en Estados Unidos. La organización Young Israel fue fundada en 1912, por un grupo de 15 jóvenes judíos del Lower East Side de Manhattan. Su objetivo era hacer que el judaísmo ortodoxo fuera más relevante para los jóvenes judíos americanizados, en una época en la que la educación judía era escasa, y la mayoría de las instituciones ortodoxas eran principalmente de habla yidis, y estaban orientadas a un público judío europeo y de mayor edad. Actualmente, la organización Young Israel continúa promoviendo la participación de los judíos ortodoxos estadounidenses jóvenes, mientras que también aboga por los temas más relevantes para sus miembros, incluyendo el apoyo al Estado de Israel y al sionismo religioso.